# Kalina Skłodowska-Antonowicz
Kalina Skłodowska-Antonowicz (ur. 18 marca 1923 w Towiankach, zm. 9 lipca 2003 w Toruniu) – polska etnograf, polonistka i muzealnik. Współtwórczyni Muzeum Etnograficznego w Toruniu i kustosz Muzeum Okręgowego. Zasłużona dla kultury Pomorza i Kujaw. Działaczka Polskiego Towarzystwa Ludoznawczego.

## Okres kowieński – młodość, nauka, konspiracja
Urodziła się 18 marca 1923 r. w majątku Towianki, w gminie Szaty powiatu Kiejdany na Litwie, w rodzinie ziemiańskiej o głębokich polskich tradycjach patriotycznych, jako córka Stanisława Skłodowskiego, rzeźbiarza i legionisty 1 pułku ułanów Krechowieckich i Zofii z d. Abramowicz. Miała rodzeństwo – starszego o 3 lata brata Zbyszka i młodszą siostrę Sławę.
Początkowo pobierała naukę w domu, weryfikując postępy corocznymi egzaminami w polskim gimnazjum im. Adama Mickiewicza w Kownie. Następnie, w 1937 r. podjęła wraz z siostrą naukę, w tymże samym gimnazjum, gdzie zaangażowała się w tajną w warunkach państwa litewskiego działalność w polskim harcerstwie. W lipcu 1939 r. została wydelegowana wraz grupą harcerek na wyjazd na obóz dla drużynowych z zagranicy do Janowej Doliny na Wołyniu, a następnie na wycieczkę po Polsce. Zaraz po wybuchu II wojny światowej mobilizowała żeńskie drużyny harcerskie do udzielania pomocy internowanym i uchodźcom cywilnym z Polski. W niecały rok po śmierci ojca, wiosną 1941 r., zdała przyspieszone egzaminy maturalne w X Litewskim Gimnazjum w Kownie.
W czasie okupacji sowieckiej, a następnie niemieckiej, włączyła się czynnie w działalność konspiracyjną, współpracując m.in. ze swoim bratem, Zbigniewem Skłodowskim, przywódcą Szarych Szeregów na Litwie. Organizowała kursy pierwszej pomocy, a od marca 1942 r. – po zaprzysiężeniu – była łączniczką w szeregach Armii Krajowej. Przyjmowała i dostarczała korespondencję, ukrywała kolegów i przechowywała broń. Używała pseudonimu „Irka”, choć miała i pseudonim „Róża”, o czym dowiedziała się już po wojnie od jej ówczesnego przełożonego, Mieczysława Bystrama – „Natana”. Po przejściu frontu, we wrześniu 1944 r., podjęła pracę w charakterze magazynierki w sowchozie w Żejmach, utworzonym z majątku hr. Kossakowskich. Wykorzystując stanowisko i doświadczenie konspiracyjne, mogła zaopatrzyć rozproszone jeszcze oddziały AK z terenów Wileńszczyzny w magazynowane tam zboże. W marcu 1945 r., po utworzeniu Urzędu Repatriacyjnego w Kiejdanach, zapisała się na wyjazd do Polski.
Jesienią tego roku, zaraz po wyjściu za mąż za Stanisława Antonowicza, zdecydowała o wyjeździe do Polski, do Białej Podlaskiej, miejsca pochodzenia matki. W listopadzie 1945 r. dotarli jednak do Torunia, gdzie już wcześniej przyjechała jej siostra Sława.

## Okres toruński – studia i praca zawodowa
W styczniu 1946 r. rozpoczęła studia polonistyczne na Wydziale Humanistycznym nowo utworzonego Uniwersytetu Mikołaja Kopernika, jednocześnie pracując. Przez rok 1947/1948 pełniła funkcję zastępcy asystenta, jednak szansę dalszej pracy naukowej utraciła, odmawiając wstąpienia do partii. W lipcu 1948 r. pojęła pracę w Dziale Etnograficznym Muzeum Miejskiego w Ratuszu Staromiejskim w Toruniu, zaproponowaną jej przez prof. Marię Znamierowską-Prüfferową. Studia, które przebiegały w bardzo trudnych warunkach materialnych, ukończyła w 1950 r., broniąc pracę magisterską Gwara kujawskiej wsi Orle w pow. aleksandrowskim. Była jedną z 3-4 osób, dzięki którym prof. M. Znamierowska-Prüfferowa doprowadziła do utworzenia zbiorów etnograficznych i powołania do życia 1 stycznia 1959 roku – po pracach adaptacyjnych w budynku dawnego arsenału – autonomicznego Muzeum Etnograficznego w Toruniu.
W okresie zatrudnienia, najpierw w Dziale, a następnie w Muzeum Etnograficznym, sporządziła opisy inwentarzowe ok. 13.000 obiektów muzealnych, nie licząc innych prac związanych z inwentaryzacją książek oraz klisz fotograficznych z przeprowadzonych badań terenowych. Tytuł kustosza otrzymała w 1964 r. Jej naukową specjalizacją z zakresu kultury materialnej było: zbieractwo, łowiectwo, hodowla, transport i komunikacja lądowa, natomiast z kultury społecznej obrzędy i zwyczaje doroczne. Była współorganizatorką wystaw stałych działu etnograficznego (1952, 1953) oraz ogólnomuzealnych (1960, 1966). W 1973 r. pełniła przejściowo funkcję p.o. dyrektora Muzeum. Kierownictwo Działu Kultury Społecznej przejęła jedynie na dwa lata, gdyż z końcem 1975 r. odeszła z Muzeum Etnograficznego.
Z początkiem 1976 r. objęła funkcję kierownika Działu Naukowo-Oświatowego w Muzeum Okręgowym w Toruniu. W latach 1976–1982 pracowała jako starszy kustosz, organizując imprezy popularyzatorskie, m.in. lekcje muzealne oraz imprezy edukacyjne i kulturalne, m.in. pod nazwą „Spotkania ze Sztuką”. Powiązanie interpretacji dzieł sztuki z historią i krzewienie postaw patriotycznych wśród młodzieży stało się dla niej najważniejszym zadaniem. W latach 1970–80 prowadziła ćwiczenia z muzealnictwa oraz współpracowała z katedrą Filologii Polskiej (UMK), gdzie była lektorem języka litewskiego. Pracę na pełnym etacie w Muzeum Okręgowym zakończyła w 1982 r., przechodząc na emeryturę, jednak do 1997 r. pracowała jeszcze w niepełnym wymiarze godzin w dziale oświatowym, tamże.

## Polskie Towarzystwo Ludoznawcze, Praca społeczna w „Fundacji”
Od 1949 roku była członkiem Polskiego Towarzystwa Ludoznawczego, pełniąc w oddziale toruńskim funkcję sekretarza w latach 1949–1962, natomiast w latach 1982–1986, przez dwie kadencje, była członkiem Zarządu Głównego PTL, gdzie uczestniczyła czynnie w sesjach towarzyszących zjazdom PTL, wygłaszając referaty. Z okazji 100-lecia towarzystwa otrzymała w 1995 r. dyplom.
W latach 90. rozpoczęła współpracę z prof. Elżbietą Zawacką, inicjatorką powstania Fundacji Archiwum i Muzeum Pomorskiego Armii Krajowej oraz Wojskowej Służby Polek w Toruniu. Zajmowała się m.in. zbiorami muzealnymi i organizowaniem wystaw oraz popularyzowaniem wiedzy nt. Armii Krajowej i jej działań na Pomorzu. Z pracy społecznej zrezygnowała, zmuszona do tego ciężką chorobą.
Zmarła 9 lipca 2003 r. w Toruniu, pochowana na cmentarzu przy ul. Wybickiego.

## Publikacje
- Łowiectwo ludowe na tle zbiorów Muzeum Etnograficznego w Toruniu (Toruń 1961)
- Rolnictwo i transport okolic Kruszwicy w (Zarys etnograficzny okolic Kruszwicy, red M.Znamierowska-Prüfferowa, Toruń 1964)
- Zbieractwo, łowiectwo, hodowla (przewodnik, komentarz do wystawy stałej, Toruń 1969)
- Obrzędy i zwyczaje doroczne na Kujawach (Lit. Lud.-Kujawy, PTL 1963 nr 4, zeszyt 2)
- Rok obrzędowy na Pałukach (Ziemia. Prace i Materiały Krajoznawcze 7, 1971)

## Odznaczenia
- 1948 – Medal Wojska (Rządu Emigracyjnego w Londynie)
- 1955 – Medal 10-lecia Polski Ludowej
- 1973 – Nagroda Ministra Kultury i Sztuki za 25 lat pracy muzealnej
- 1974 – Odznaka Zasłużony Działacz Kultury
- 1978 – Złota odznaka Za opiekę nad zabytkami
- 1983 – Krzyż Armii Krajowej
- 1986 – Krzyż Kawalerski Orderu Odrodzenia Polski
- 1994 – Nagroda POLCUL Foundation za Działalność społeczna na terenie Pomorza
- 1999 – Odznaka Za wkład pracy społecznej w Światowym Związku Żołnierzy AK poświęconej etosowi Armii Krajowej